# 旧巴川
旧巴川（きゅうともえがわ）は、静岡県静岡市を流れる巴川が、改修工事を受けて直線化された際に残った旧河道である。静岡市が準用河川として管理するのは能島地区の一部：0.48kmだが、本項では高橋町・永楽町・東大曲町も含め、周辺に残る旧河道について扱う。 

## 巴川改修工事
明治39年（1906年）から大正3年（1914年）にかけ、巴川水害予防組合・土地改良区によって、長尾川合流部から稚児橋までの約5kmが直線化された。旧河道の大部分は埋め立てられたが、以下にその痕跡を見ることができる。 

## 能島付近
能島親水公園付近から約1.4kmにわたり、旧巴川が大きく蛇行していた様子が見られる。 

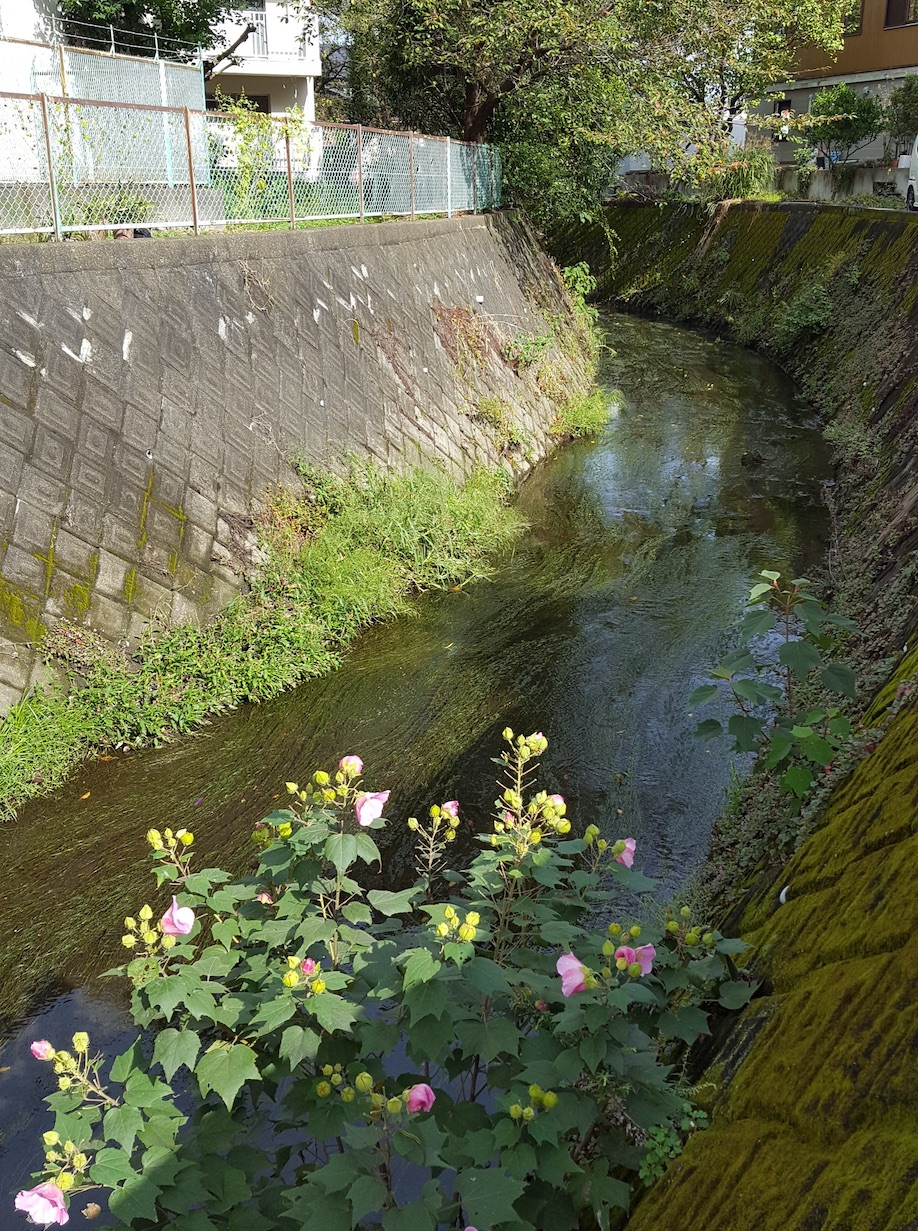
清水区能島と北脇の間を流れる旧巴川

江戸時代以降、この地域は良質な粘土が産出され、また旧巴川を使った水運にも恵まれていた為、「清水瓦」の一大産地であった。最盛期には、近隣に108件の瓦屋があったと言われる。 

## 高橋町付近
現在の巴川の右岸、高橋町の南側を流れる小川（0.38km）も、巴川の旧河道である。元来、巴川の左岸が高橋、右岸が北脇新田であったが、前述の巴川改修工事により高橋が分断され、一部が右岸に取り残される形となった。 

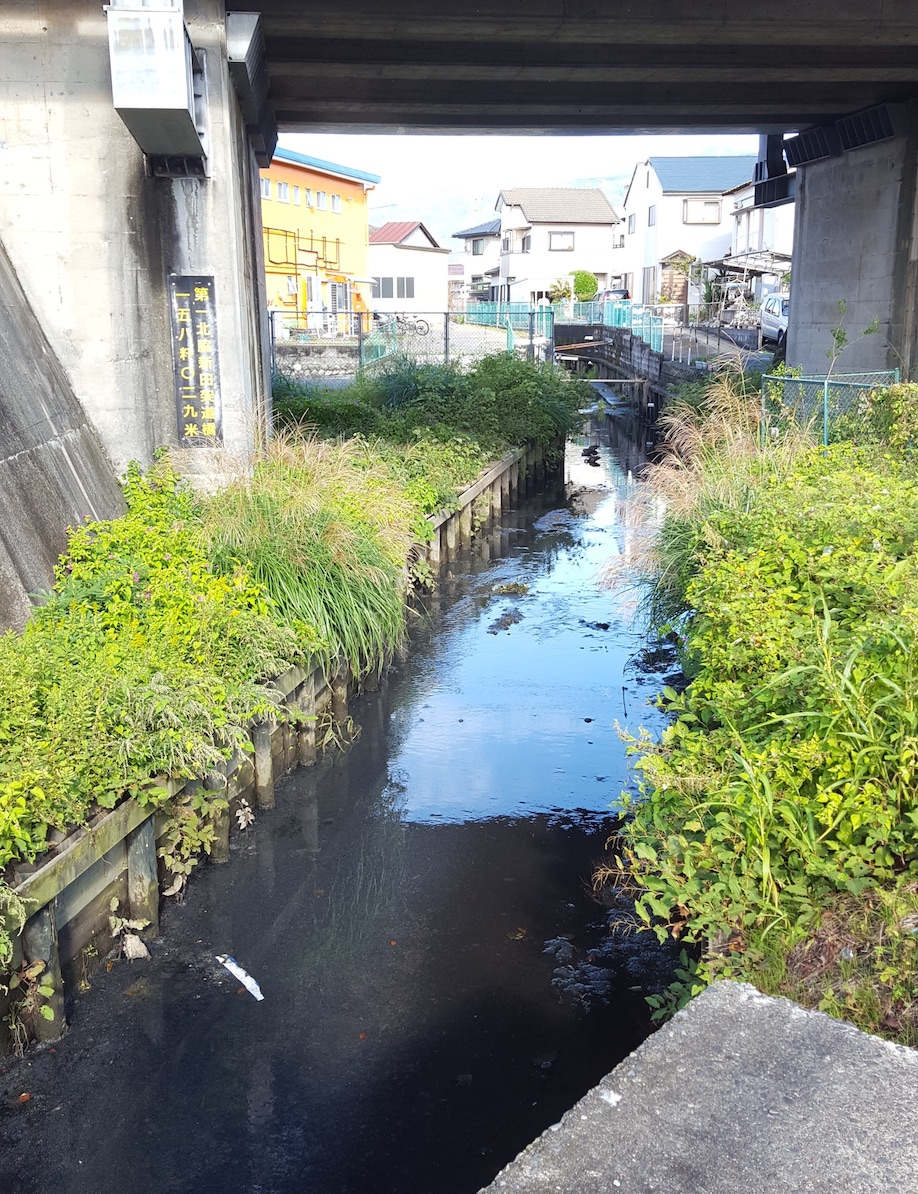
清水区高橋町から渋川へ流れる旧巴川

## 永楽町付近
渋川橋付近の左岸、永楽町から江尻台町にも、0.45kmにわたり巴川の旧河道が見られる。 
昭和39年（1964年）に東海道新幹線が開通した際、付近は盛土区間であるにもかかわらず、旧河道を跨ぐ為に橋梁が設けられた。当時は新幹線の西側（高橋4丁目）にも明確な三日月湖が残っていたが、現在は小規模な水路と駐車場になっている。 

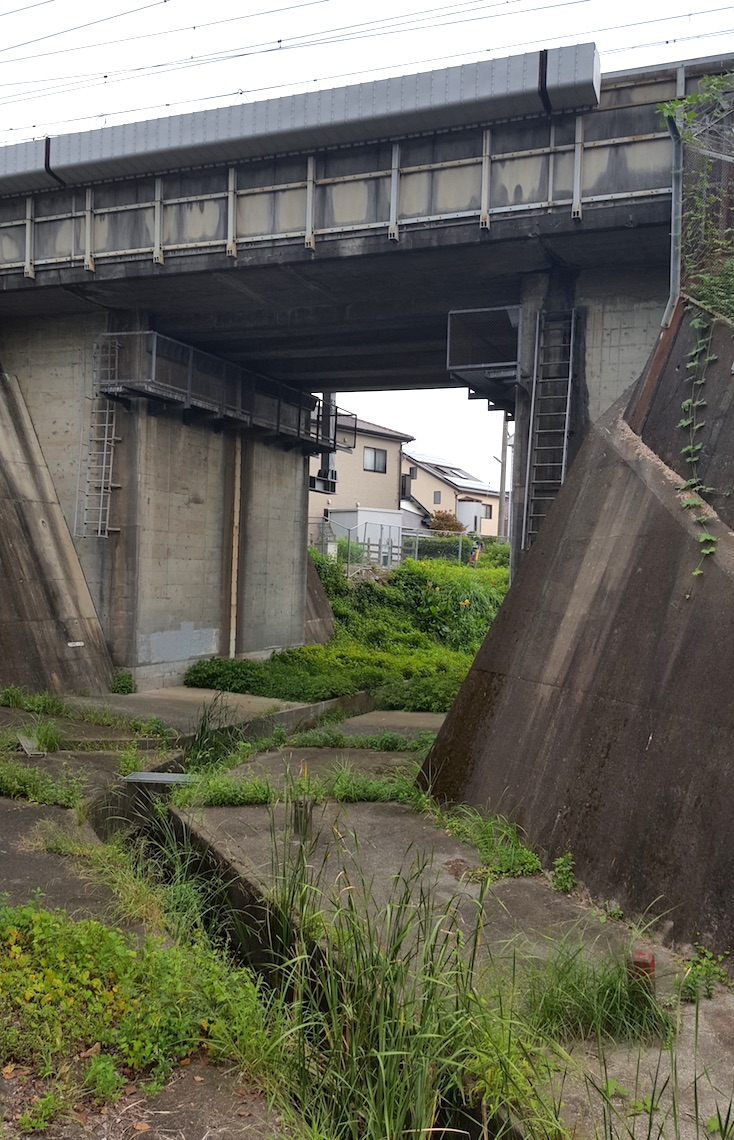
旧巴川を跨ぐ新幹線高架橋（清水区高橋4丁目）

また、旧河道の周辺一帯は大雨の際に浸水しやすいため、巴川との合流点に花の木ポンプ所が設けられている。 

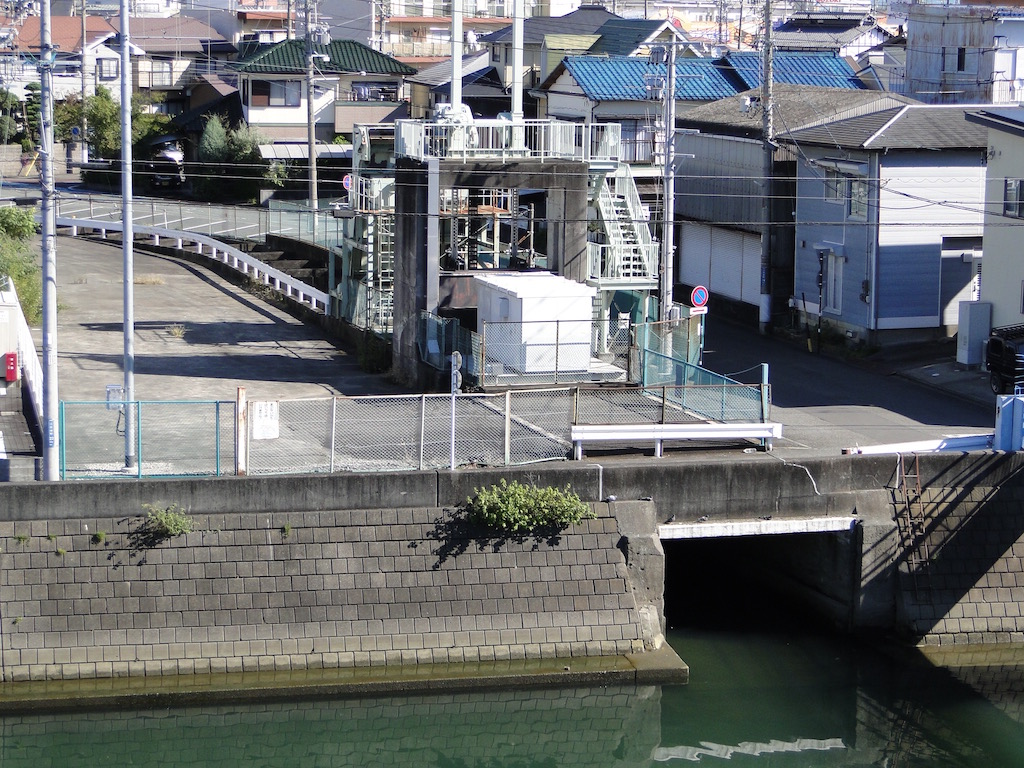
花の木ポンプ場（清水区江尻台町）

## 東大曲町付近
平成24年（2012年）頃までは、旧清水自動車学校（平成26年に閉校）の裏を取り囲む形で三日月湖が残っており、貯木場として利用されていた。その後埋め立てが行われ、平成27年（2015年）以降はホームセンターの駐車場となっている。 

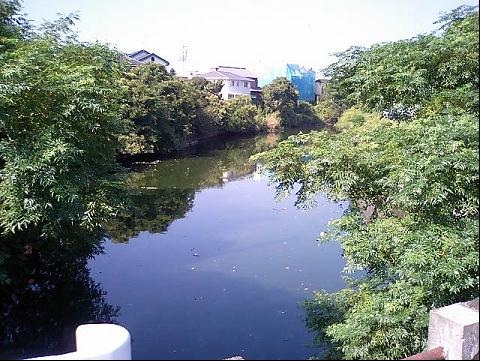
清水区東大曲町に残っていた三日月湖（2011年3月）

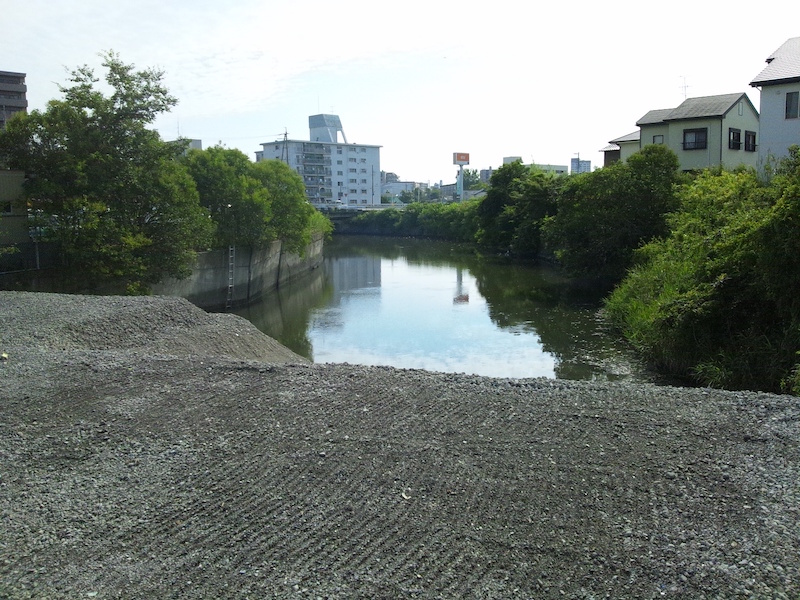
埋め立て中の三日月湖（清水区東大曲町・2012年8月）